# Gary Barbaro
Gary Wayne Barbaro (New Orleans, 11 febbraio 1954) è un ex giocatore di football americano statunitense che ha militato nel ruolo di free safety nella National Football League (NFL).

## Carriera
Barbaro fu scelto dai Kansas City Chiefs nel corso del terzo giro del Draft NFL 1976, il primo giocatore nella storia di Nicholls State a venire chiamato nel draft. Sostituì il precedente titolare Mike Sensibaugh venendo allenato dall'allenatore dei defensive back Tom Bettis che gli insegnò a migliorare come free safety.
Barbaro disputò sette stagioni con i Chiefs, venendo convocato per il Pro Bowl nelle stagioni 1980, 1981 e 1982.
Nel 1976, Barbaro fu inserito nella seconda formazione ideale dei rookie e vinse il Mack Lee Hill Award come miglior debuttante dei Chiefs. Nel 1977 fece registrare 8 intercetti e guidò la NFL in yard su ritorno da intercetto con 165, 102 delle quali stabilite in una gara del dicembre 1977 contro i Seattle Seahawks. Quel giorno, Barbaro intercettò un passaggio lanciato da Jim Zorn nella end zone e lo ritornò per 102 yard in touchdown, un record NFL all'epoca e ancora un primato di franchigia. Nel 1979, Barbaro intercettò 7 passaggi e venne premiato come miglior giocatore della squadra. Nel 1980 finì secondo nella lega con 10 intercetti, dietro ai 13 di Lester Hayes, venendo inserito nella formazione ideale della stagione da The Sporting News e nel Second-team All-Pro dall'Associated Press. Nel 1981 Barbaro ebbe 5 intercetti per 134 yard e fu inserito nel first team All-Pro dalla Pro Football Writers Association.
Nel novembre 1983, dopo avere scioperato per l'intera stagione per una disputa contrattuale, Barbaro  firmò un contratto triennale con i New Jersey Generals della United States Football League. Nella sua unica stagione nella nuova lega (1984), fu nominato USFL All-Star da The Sporting News. Barbaro si ruppe il legamento crociato anteriore durante la stagione regolare perdendo quattro partite. Fece ritorno nei playoff ma aggravò nuovamente il precedente infortunio, chiudendo la carriera.
In sette stagioni nella NFL (1976–1982), Barbaro intercettò 39 passaggi, quarto nella storia dei Chiefs, mentre le sue 771 yard da intercetto sono il secondo risultato della storia della squadra dietro all'Hall of Famer Emmitt Thomas.

## Palmarès
- Convocazioni al Pro Bowl: 3

1980, 1981, 1982
- Kansas City Chiefs Hall of Fame